# 1988年夏季残疾人奥林匹克运动会加拿大代表团
1988年夏季残疾人奥林匹克运动会加拿大代表团是加拿大派出的1988年夏季残疾人奥林匹克运动会代表团。获得55枚金牌、42枚银牌和55枚铜牌。